# Obniżowate

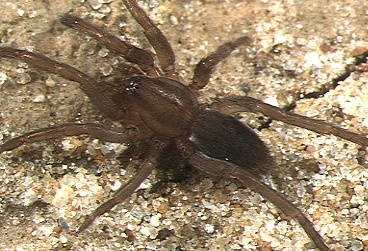
Samica Itatsina praticola

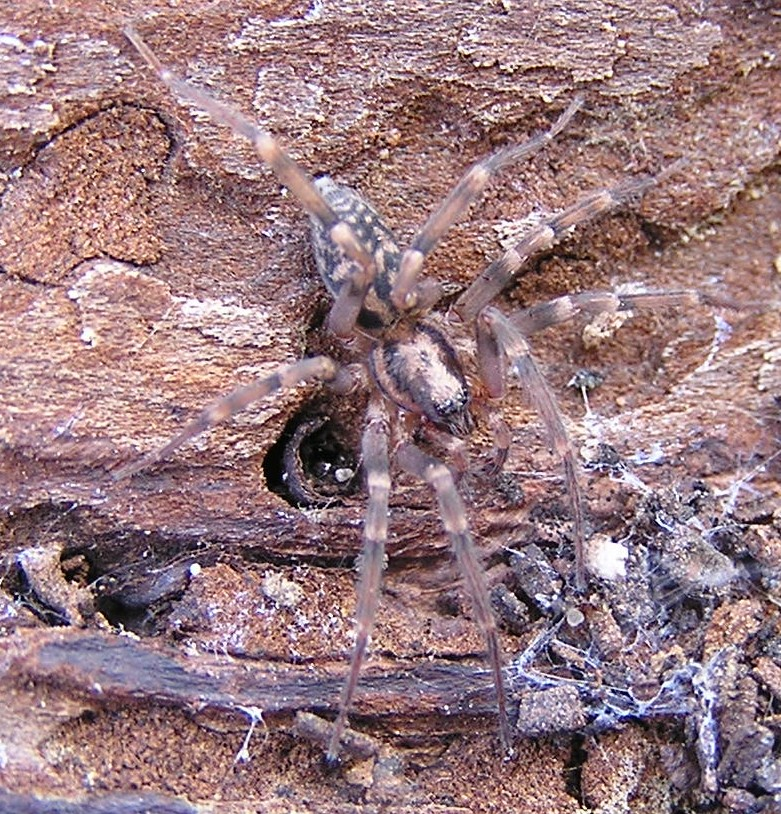
Obniż

Obniżowate (Liocranidae) – rodzina pająków z podrzędu Opisthothelae i infrarzędu pająków wyższych. Grupa kosmopolityczna, obejmująca ponad 270 opisanych gatunków, sklasyfikowanych w 32 rodzajach. Zasiedlają ściółkę, gniazda mrówek i termitów. Aktywnie polują na ofiary.

## Opis
Pająki te osiągają od 3 do 15 mm długości ciała. Ubarwienie mają od jasnożółtego przez brązowawe i rudobrązowe po czarniawobrązowe, ze wzorem lub jednolite. Obrys karapaksu jest nie krótszy niż szerszy i w części głowowej węższy. Zwykle występuje ośmioro oczu ustawionych w dwóch rzędach po dwie pary, ale ich liczba może być zredukowana do czterech. Oczy przednich par ustawione są w linii prostej. Szczękoczułki zwykle mają ząbki na krawędziach rowków. Warga dolna jest co najwyżej nieco dłuższa niż szeroka i nie wystaje poza nieprzewężone pośrodku endyty. Sternum jest tarczowate i obrzeżone. Odnóża kroczne mają stopy zwieńczone parą pazurków i przypazurkowymi kępkami włosków, a czasem także zaopatrzone w skopule. U wielu gatunków odnóża dwóch początkowych par mają spodnie strony goleni i nadstopi uzbrojone w dwa rzędy licznych, długich, wyraźnych kolców. Nogogłaszczki samca mają apofyzę medialną na goleni.
Opistosoma (odwłok) jest owalna, wyposażona w nieparzysty i porośnięty szczecinkami stożeczek, pozbawiona siteczka przędnego, u samca bez skutum na wierzchu. Tchawki występują tylko w opistosomie, a ich przetchlinka leży blisko kądziołków przędnych. Kądziołki środkowej i tylnej pary zaopatrzone są w cylindryczne brodawki przędne. Odsiebny człon kądziołków tylnej pary jest stożkowaty i wyraźnie widoczny. U samic kądziołki środkowej pary są spłaszczone bocznie. Płytka płciowa samicy może być różnie wykształcona.

## Biologia i występowanie
Przedstawiciele rodziny to wolno żyjący drapieżnicy, w większości przypadków polujący nocą. Większość gatunków zasiedla ściółkę, ale niektóre związane są z mrowiskami (myrmekofile) bądź gniazdami termitów (termitofile). Samice u części gatunków strzegą swoich kokonów jajowych, podczas gdy u innych porzucają je po uprzednim zakamuflowaniu, np. cząstkami gleby.
Takson kosmopolityczny. W Polsce stwierdzono 12 gatunków (zobacz: obniżowate Polski).

## Systematyka
Takson ten wprowadził w 1897 roku Eugène Simon. W 2014 Martín Ramírez wyłączył z niego do rangi osobnej rodziny Phrurolithidae zaznaczając, że na rangę taką zasługiwać może również „Teutamus group” – grupa obejmująca rodzaje Teutamus, Jacaena, Sesieutes, Sphingius, a prawdopodobnie także Sudharmia, Oedignatha oraz Koppe.
Do 2018 roku opisano 276 gatunki, sklasyfikowane w 32 rodzajach:

- Agraecina Simon, 1932
- Agroeca Westring, 1861
- Andromma Simon, 1893
- Apostenus Westring, 1851
- Arabelia Bosselaers, 2009
- Argistes Simon, 1897
- Coryssiphus Simon, 1903
- Cteniogaster Bosselaers & Jocqué, 2013
- Cybaeodes Simon, 1878
- Donuea Strand, 1932
- Hesperocranum Ubick & Platnick, 1991
- Jacaena Thorell, 1897
- Koppe Deeleman-Reinhold, 2001
- Laudetia Gertsch, 1941
- Liocranoeca Wunderlich, 1999
- Liocranum L. Koch, 1866
- Liparochrysis Simon, 1909
- Mesiotelus Simon, 1897
- Mesobria Simon, 1897
- Neoanagraphis Gertsch & Mulaik, 1936
- Oedignatha Thorell, 1881
- Paratus Simon, 1898
- †Palaeospinisoma Wunderlich, 2004
- Rhaeboctesis Simon, 1897
- Sagana Thorell, 1875
- Scotina Menge, 1873
- Sesieutes Simon, 1897
- Sphingius Thorell, 1890
- Sudharmia Deeleman-Reinhold, 2001
- Teutamus Thorell, 1890
- Toxoniella Warui & Jocqué, 2002
- Vankeeria Bosselaers, 2012